# Español de Cádiz
El Español Foot-Ball Club fue un equipo de futbol de Cádiz fundado en 1911 representando el Real Club de Tiro Nacional. Fue disuelto el 1929.

## Historia
Fue creado el 14 de enero de 1911. Fundado y presidido por Emilio León.En  sus inicios vestía camiseta rojinegra (que poco después se volvería negra) con un pantalón blanco Gracias a José Aramburu e India, Presidente de la junta del tiro nacional, concede al Español el nuevo campo del polígono de tiro nacional (conocido como Campo de las Balas) y es inaugurado el 12 de marzo de 1911.Debido a su alta cantidad de victorias es llamado ''El invencible''.En el 1916 gana la final del Campeonato de Andalucía 2-1 contra el Sevilla FC, en 1923 ocurre una discrepancia con la junta del tiro y el Español, que ocasiona el abandono del Campo de las Balas por parte de los Españolistas. Se instalaron provisionalmente en los terrenos del manchón del rey, pero el 22 de abril se inaugura el Estadio Ana de Viya Con una capacidad de 10.000 personas. En agosto de 1928 desciende tras una reestructuración en las categorías, tras ese momento empieza un declive del cual no se recupera.  El sabado 22 de julio de ese mismo año, mediante asamblea extraordinaria, se disuelve el Español tras 18 años de existencia. 

## Palmarés
- Campeonato de Andalucía 1915 -16